# Wagneriala ussurica
Wagneriala ussurica är en insektsart som först beskrevs av Vilbaste 1968.  Wagneriala ussurica ingår i släktet Wagneriala och familjen dvärgstritar. Inga underarter finns listade i Catalogue of Life.